# Pokrov (Rusko)
Pokrov je ruské město v Petušinském rajónu ve Vladimirské oblasti. Nachází se asi 100 kilometrů východně od Moskvy a 82 kilometrů západně od města Vladimir, které je administrativním centrem oblasti. Je vzdáleno asi 5 kilometrů severně od řeky Kljazma. 

## Historie
Pokrov byl založen jako klášterní osada v 17. století. Status města získal v roce 1778.

## Doprava
Severní částí města prochází federální dálnice M7 Volha, součást Evropské silnice E22.
Železniční stanice je vzdálena 4 km od centra, leží na trase příměstské železnice Moskva – Petuški – Vladimir.
Na železničním přejezdu v obvodu stanice Pokrov narazil 6. října 2017 vlak do autobusu. V autobuse, který se patrně zastavil na kolejích, zemřelo 17 lidí. Z Kazachstánu v něm přijeli nelegální migranti, občané Uzbekistánu.

## Vězeňská kolonie
Ve městě se nachází vězeňská kolonie IK-2. Je známá přísným režimem. V současnosti (2021) je zde vězněn opozičník Alexej Navalnyj, v letech 2019–2020 ruský aktivista Konstantin Kotov.